# Diego González Fuentes
Diego Ignacio González Fuentes (Valparaíso, 24 de noviembre de 1995) es un exfutbolista chileno. Jugaba como mediocampista y su último equipo fue 
Independiente de Cauquenes de la Segunda División Profesional de Chile.

## Clubes
| Club                 | País  | Año       |
| -------------------- | ----- | --------- |
| Naval                | Chile | 2013-2014 |
| Universidad de Chile | Chile | 2014-2016 |
| Iberia               | Chile | 2016-2018 |
| Deportes Santa Cruz  | Chile | 2019-2020 |
| Deportes Concepción  | Chile | 2020-2021 |
| Independiente        | Chile | 2021      |

## Palmarés

### Títulos nacionales
| Título             | Club                 | País  | Año  |
| ------------------ | -------------------- | ----- | ---- |
| Supercopa de Chile | Universidad de Chile | Chile | 2015 |
| Copa Chile         | Universidad de Chile | Chile | 2015 |